# A Regra do Jogo (telenovela)
A Regra do Jogo é uma telenovela brasileira produzida e exibida pela TV Globo de 31 de agosto de 2015 a 11 de março de 2016, em 167 capítulos. Substituiu Babilônia e foi substituída por Velho Chico, sendo a 9.ª "novela das nove" exibida pela emissora.
Escrita por João Emanuel Carneiro, com a colaboração de Alessandro Marson, Antônio Prata, Cláudio Simões, Fábio Mendes, Paula Amaral, Raphael Montes e Thereza Falcão, teve direção de Marcelo Travesso, Henrique Sauer, Enrique Díaz e Guto Arruda Botelho. A direção geral foi de Amora Mautner, Joana Jabace e Paulo Silvestrini, com núcleo de Amora Mautner.
Contou com Alexandre Nero, Giovanna Antonelli, Vanessa Giácomo, Cauã Reymond, Tony Ramos, Marco Pigossi, José de Abreu, Renata Sorrah, Eduardo Moscovis e Deborah Evelyn nos papéis principais.

## Enredo
Bandido ou vilão? Mocinho ou injustiçado? Várias dúvidas permeiam a vida do controverso Romero Rômulo, um ex-vereador que se apresenta como um homem altruísta, atuando como defensor público e proprietário de uma ONG que visa a reintegração de ex-detentos. Na adolescência, Romero - que sempre teve um pé na marginalidade - foi expulso de casa pela mãe, a professora Djanira, passando a viver nas ruas e ser criado por Ascânio, malandro explorador que lhe ensinou tudo sobre a "arte de roubar e ludibriar as pessoas". Sem que ninguém suspeite, Romero integra uma das facções criminosas mais perigosas do Rio de Janeiro, cujo líder é o misterioso "Pai", criminoso cuja identidade todos desconhecem. Seu filho adotivo, o policial federal Dante, orgulhosa-se do heroísmo do pai, sem sequer suspeitar que ele é um dos principais integrantes da quadrilha que sua equipe deseja prender.
A vida de Romero muda completamente ao ter seu destino cruzado com o de duas mulheres: a primeira é Atena, estelionataria sedutora e oportunista, que usa várias identidades falsas e está sempre à procura de uma vítima para aplicar um golpe financeiro. Aproximando-se dele para lhe roubar, Atena acaba se apaixonando por Romero, com quem vive uma relação intensa e bipolar. Já a segunda é Tóia, promoter e filha de criação de Djanira, com quem mora no Morro da Macaca. Batalhadora e honesta, Tóia aguarda a libertação do noivo, o ex-lutador de MMA Juliano, acusado falsamente de tráfico de drogas. Djanira faz de tudo para afastar Tóia de Romero, alegando que ele é um homem falso, perigoso e perturbado. Para Romero, o verdadeiro bandido é seu desafeto, Zé Maria, criminoso e pai de Juliano, que há anos vive fugindo da polícia e alegando Inocência, tendo deixando o filho sob os cuidados de Djanira, sua ex-namorada, que acredita fielmente em suas alegações. No passado, Romero participou do Massacre de Seropédica, chacina que ceifou a vida de diversas pessoas, incluindo os pais biológicos de Tóia e Dante, e do qual Zé Maria é acusado de ser o principal mandante.
Paralelamente, há a família Stewart, cujo patriarca é o magnata farmacêutico Gibson, um poderoso homem de negócios. Casado com a bondosa Nora, Gibson possui duas filhas, Kiki e Nelita, ambas mulheres fragilizadas. No passado, Kiki, que foi casada com Romero e adotou Dante, foi vítima de um sequestro e desapareceu misteriosamente; já Nelita é uma dependente química depressiva que vive em constante atrito com o pai, não dando atenção aos filhos, Belisa e Cesário, que desconhecem a identidade do pai. Sócio de Gibson e membro da facção, o cientista Orlando é um homem frio e  e calculista, que aproveita-se da saúde frágil de Nelita para casar-se com ela, ambicionando mais poder e prestígio no seio da família Stewart.
Tramas parelas
"Primo pobre" de Gibson, Feliciano é um ex-playboy que nunca foi muito chegado a trabalho e nem soube administrar sua herança. Apesar de tudo, Feliciano é um eterno otimista, que leva a vida com bom humor e vive no único bem que lhe restou, uma decadente cobertura na zona sul do Rio de Janeiro, junto com sua grande família: os filhos Vavá, Dalila e Úrsula, o genro Breno e os netos Luana e Kim. As confusões entre a família só pioram com a chegada da periguete Mel, amante que Vavá faz de tudo para esconder da esposa, Janete.
Já Adisabeba é líder da comunidade do Morro da Macaca. Ex-prostituta e dona de vários imóveis na região, Béba ou Bébinha, como é conhecida entre os íntimos, ainda é proprietário de um hostel e administra a carreira do filho, o MC Merlô, rapaz mimado e complexado que vive uma relação cômica com suas dançarinas, as merlôzetes Alison e Ninfa. Grande apoiadora do amor entre Tóia e Juliano, Adisabeba também é confidente de Djanira, com quem disputou o amor de Zé Maria no passado.
Outras histórias também são ambientadas no Morro da Macaca, entre elas a de Domingas, mulher que sofre violência doméstica por parte do marido Juca. Ela acaba redescobrindo o amor ao lado do misterioso César, rapaz perturbado por uma tragédia familiar do passado. Já Lara, ex-mulher de Orlando, chega a cidade para procurá-lo após ter sido abandonada por ele no interior de Minas Gerais, envolvendo-se com Dante. 

### Uso do "quem matou?" e identidade do"Paida facção"
No capítulo 42, Djanira é assassinada durante a tentativa de casamento de Tóia e Juliano; o crime ficou sem culpado até o último capítulo da trama, quando é revelado que o vilão Zé Maria foi o responsável pelo crime.
No capítulo 93, um dos maiores mistérios da trama vem a tona: Gibson Stewart é o misterioso "pai" da facção. O milionário criou a organização criminosa após ter sua mansão invadida no passado, tendo visto sua família ser rendida por assaltantes. Zé Maria, um psicopata falso, traiçoeiro e braço direito de Gibson, é o responsável pela série de crimes cometidos pela equipe; no passado Kiki descobriu os crimes do pai e foi sequestrada por ele, sendo mantida todos esses anos em cárcere privado e desenvolvendo a síndrome de Estocolmo por Zé Maria, com quem teve uma filha, Aninha.
No capítulo de 7 de março de 2016 ocorre o assassinato de maior impacto na trama. Após ser desmascarado pela família, Gibson enlouquece e rende todos seus familiares dentro da mansão. Dante prepara uma operação policial para tentar negociar com o avô, mas não consegue. Além disso, Zé Maria e Juliano também invadem a casa. Ocorre um tiroteio, Gibson corre para o seu escritório e tenta pegar sua metralhadora, mas é assassinado. Foram gravados quatro finais para a história, com quatro supostos responsáveis pelo crime. Revelou-se, numa das últimas cenas da trama, que Kiki matou o pai, enquanto Nora limpou a arma para não deixar impressões digitais.

## Elenco
| Intérprete             | Personagem                                                            |
| ---------------------- | --------------------------------------------------------------------- |
| Alexandre Nero         | Romero Rômulo da Silva                                                |
| Giovanna Antonelli     | Atena Torremolinos Coutinho / Francineide Maria do Socorro dos Santos |
| Vanessa Giácomo        | Maria Vitória Noronha (Tóia) / Sofia                                  |
| Cauã Reymond           | Juliano Pereira                                                       |
| Tony Ramos             | José Maria Pereira (Zé Maria) / Pedro Vargas                          |
| José de Abreu          | Gibson Stewart / Pai                                                  |
| Marco Pigossi          | Dante Stewart dos Santos                                              |
| Deborah Evelyn         | Cristiana Stewart (Kiki)                                              |
| Renata Sorrah          | Eleonora Stewart (Nora)                                               |
| Eduardo Moscovis       | Orlando Levi / Ubiraci da Costa (Bira)                                |
| Bárbara Paz            | Ana Elisa Stewart (Nelita)                                            |
| Tonico Pereira         | Ascânio Trindade (Velho)                                              |
| Carolina Dieckmmann    | Lara Firmino da Silva                                                 |
| Bruna Linzmeyer        | Belisa Stewart                                                        |
| Susana Vieira          | Adisabeba dos Santos                                                  |
| Marcos Caruso          | Feliciano Steawart                                                    |
| Juliano Cazarré        | Mário Sérgio dos Santos Stewart (MC Merlo)                            |
| Letícia Lima           | Alisson                                                               |
| Roberta Rodrigues      | Genivalda (Ninfa)                                                     |
| Marcello Novaes        | Valtércio Stewart (Vavá)                                              |
| Suzana Pires           | Janete de Souza                                                       |
| Giselle Batista        | Maria Eduarda Stewart (Duda)                                          |
| Júlia Rabello          | Úrsula Stewart                                                        |
| Johnny Massaro         | Cesário Stewart                                                       |
| Giovanna Lancellotti   | Luana Sampaio Stewart                                                 |
| Alexandra Richter      | Dalila Sampaio Stewart                                                |
| Otávio Müller          | Breno Sampaio Stewart / Valkíria                                      |
| Carla Cristina Cardoso | Dinorah                                                               |
| Fernanda Souza         | Melisse Araújo (Mel)                                                  |
| Allan Souza Lima       | Elano de Souza Araújo (MC Nenemzinho)                                 |
| Maria Padilha          | Claudine Lacont                                                       |
| Felipe Roque           | Kim Stewart Sampaio                                                   |
| Maeve Jinkings         | Domingas Moraes                                                       |
| Carmo Dalla Vecchia    | César / Rodrigo                                                       |
| Osvaldo Mil            | Juca                                                                  |
| Larissa Bracher        | Gisela                                                                |
| Monique Alfradique     | Albertina Villar (Tina)                                               |
| Bruno Mazzeo           | Rui Villar                                                            |
| Fábio Lago             | Oziel Dourado                                                         |
| Cris Vianna            | Indira Dourado                                                        |
| Oscar Magrini          | Régis Oliveira                                                        |
| Jackson Antunes        | José (Tio)                                                            |
| Lorena da Silva        | Mara                                                                  |
| Séfora Rangel          | Conceição                                                             |
| Ilya São Paulo         | Nonato                                                                |
| Dan Ferreira           | Iraque                                                                |
| Letícia Braga          | Ana Pereira Stewart (Aninha)                                          |
| Alice Sigmaringa       | Sárvia Dourado                                                        |
| Andrew Vieira          | Oziel Dourado Júnior (Juninho)                                        |
| Cauã Antunes           | Jordão Dourado                                                        |
| Sthefany Leite         | Edissa Dourado                                                        |

### Participações especiais
| Intérprete           | Personagem               |
| -------------------- | ------------------------ |
| Cássia Kis           | Djanira da Silva         |
| Ricardo Pereira      | Delegado Lucas Faustini  |
| Paula Burlamaquy     | Sueli Marcondes de Souza |
| João Baldasserini    | Victor                   |
| Karine Teles         | Sumara Mitta             |
| Leticia Colin        | Paty                     |
| Thaissa Carvalho     | Andressa Turbinada       |
| Vinícius de Oliveira | Genivaldo                |
| Lucci Ferreira       | Soldado Cabral           |
| Felipe Cunha         | Cabo Estevão             |
| Patrícia Elizardo    | Rosa                     |
| Thogun Teixeira      | Carlão                   |
| Douglas Tavares      | Abner                    |
| Pedro Maya           | Bola                     |
| Ranieri Gonzalez     | Paulo                    |
| Maksin Oliveira      | Guerra                   |
| Amaurih Oliveira     | Dênis                    |
| Glicério do Rosário  | Paturi                   |
| Thales Coutinho      | Delegado Fonseca         |
| Cristóvan Netto      | Caniço                   |
| Alcemar Vieira       | Dario                    |
| Vinícius Manne       | Alexis Leblanc           |
| Felipe Titto         | MC Limão                 |
| Gabriela Petry       | Jéssica (Ursinha)        |
| Daniel Zettel        | Eliseu (Pilão)           |
| Germano Pereira      | Minervino (Ruivo)        |
| Cristiane Amorim     | Camila                   |
| Karla Tenório        | Priscila                 |
| Jonathan Azevedo     | Zulu                     |
| João Gevaerd         | Jorjão                   |
| Chico Terrah         | Delegado Vasconcelos     |
| Gustavo Ottoni       | Augusto                  |
| Roney Villela        | Vander dos Santos        |
| Gustavo Novaes       | Noé                      |
| Maria Helena Pader   | Suzana Oliveira          |
| Marcelo Portinari    | Joca                     |
| Saulo Rodrigues      | Goulart                  |
| Dja Marthins         | Zilca                    |
| Leonardo José        | Oscar                    |
| Alexandre Liuzzi     | Milton                   |
| Alexandre Barros     | Carlos Eduardo           |
| Alex Teix            | Valdir                   |
| Adriana Zattar       | Carol                    |
| Gillray Coutinho     | Martinho Fagundes        |
| Márcio Machado       | Figueira                 |
| Julia Lund           | Rebeca                   |
| Gustavo Trestini     | médico de Romero         |
| Mônica Rossi         | secretária de Orlando    |
| Pedro Sol            | Romero (jovem)           |
| Neymar               | Ele mesmo                |
| Rafaella Santos      | Ela mesma                |

## Produção
A produção da telenovela foi inicializada com o máximo de sigilo possível, tendo poucas informações divulgadas. O título inicial da trama seria Favela Chic, porém como o título de sua antecessora fazia menção ao Morro da Babilônia, comunidade carioca, e a trama das 19 horas, I Love Paraisópolis,  a comunidade homônima de São Paulo, o título foi alterado para A Regra do Jogo, após recomendações que visavam evitar a repetição do termo favela e nomes de comunidades. A troca do título atendeu uma orientação da direção da TV Globo, após desconfortos internos, por se tratar de uma obra que fala sobre uma comunidade.
Com os baixos índices de Babilônia, a produção de A Regra do Jogo teve que ser acelerada, já que a emissora determinou que Babilônia fosse encurtada em pelo menos três semanas. A previsão era que Babilônia fosse ao ar até 18 de setembro, entretanto foi anunciado que iria acabar em 28 de agosto.
A diretora Amora Mautner faz uso de câmeras escondidas, de forma que as cenas sejam capturadas de ângulos diferentes, visando buscar emoções diferentes nos atores. Na construção da cidade cenográfica, foram usados móveis de segunda mão, para que os resultados sejam os mais realistas possíveis.
A primeira chamada da trama começou a ser divulgada no dia 30 de julho de 2015, e de cara causou um grande impacto no público, principalmente na internet, no qual os personagens da história apareciam em uma espécie de xadrez humano, terminando em um possível "xeque" de Atena (Giovanna Antonelli) em Romero (Alexandre Nero). Inclusive, o teaser gerou controvérsias na rede, sendo acusado de ter sido uma reprodução de campanhas publicitárias da série americana Revenge, da ABC, e da telenovela Amor e Intrigas, da RecordTV. Porém, a verdadeira inspiração veio de uma cena do último capítulo da novela Vamp, no qual os personagens do "Exército Branco" enfrentavam os do "Exército Negro", simulando um jogo de xadrez e, inclusive, a diretora de "A Regra", Amora Mautner atuou no elenco da novela de Antonio Calmon.
O autor João Emanuel Carneiro inovou no momento de escrever os roteiros da novela. Ao invés de enumerar os capítulos como "Capítulo 1", como é feito costumeiramente pelos escritores, João deu nome aos capítulos. O première se chamou A Outra Face, e os outros sucessivamente. A ideia foi implantada em parceria com a diretora Amora Mautner. Segundo Mautner, os nomes dos capítulos resumem o tema marcante de cada capítulo e os títulos foram idealizados por Carneiro.

### Escolha de elenco
Giovanna Antonelli foi a primeira atriz reservada em abril de 2014 para a novela. Murilo Benício havia sido oficializado como o protagonista Romero, mas acredita-se que o ator teria colocado condições, como estipular os dias em que gravaria para não contracenar com sua ex-esposa, além de desentendimentos com a diretora Amora Mautner; o que não foi bem-visto pela direção da emissora. Posteriormente, Benício alegou que deixou a produção para se dedicar a direção de seu primeiro longa-metragem. Para substituí-lo, foram feitos testes com Mateus Solano, Fábio Assunção, Alexandre Nero, Eduardo Moscovis e Marcelo Serrado. Assunção chegou a ser o favorito para assumir o personagem, mas acabou remanejado para o elenco de Totalmente Demais e o papel ficou com Nero. No entanto, a chegada de Nero no elenco, não agradou a todos, pois o mesmo acabara de finalizar os trabalhos em Império, deixando um papel marcante para o público. Portanto, o ator começou a desenvolver o novo trabalho com a perspectiva de não lembrar o personagem que interpretou anteriormente, sendo orientado pela produção nesse aspecto a evitar utilizar vestimentas pretas.
Andreia Horta foi anunciada como intérprete de Toia, porém, pelo fato da personagem interpretada por ela em Império, ser filha de Nero e nesta ser par romântico, a atriz deixou a produção. Mariana Ximenes, Carolina Dieckmann e Mariana Rios passaram então a disputar a personagem. No entanto, Vanessa Giácomo ficou com o papel, enquanto Carolina ganhou um outro papel na trama, o de Lara, ex-esposa de Orlando (Eduardo Moscovis).
José Mayer foi convidado para interpretar Zé Boi, mas recusou o papel. Tony Ramos entrou no lugar de Mayer, mas em razão de ser garoto-propaganda da Friboi, o nome foi alterado para Pantera; porém por razão desconhecida o nome do personagem de Tony Ramos foi novamente alterado para Zé Maria. Deborah Evelyn interpretaria Nelita, mas acabou tendo o papel trocado com Bárbara Paz.

## Recepção

### Audiência
O primeiro capítulo de A Regra do Jogo rendeu 31,5 pontos no IBOPE, segundo dados consolidados, sendo a pior estreia de uma novela das nove, superando Império, que até então, era a telenovela das nove com menor audiência em seu primeiro capítulo, com 32,1 pontos. No entanto, a expectativa pela estreia fez com que a rede social Twitter ficasse inativa por alguns minutos. O segundo capítulo, intitulado "Bandido Pobre", rendeu 29,5 pontos, 6% a menos que o primeiro. O terceiro capítulo registrou 25,3 pontos, uma queda de 19,5% em relação ao primeiro, e com números inferiores a novela das sete (26,1) e ao SPTV (25,6). Em Florianópolis, a trama estreou com 43,9 pontos de média, e um share de 64,9% — o que garante a atenção de mais de seis entre dez televisores ligados naquele momento.
Durante as primeiras semanas, a telenovela sofreu forte incômodo com a Record, que exibia Os Dez Mandamentos. Para que o impacto sobre a novela não fosse tão grande, a Globo resolveu estender o Jornal Nacional, para que a disputa por audiência entre as duas tramas tivesse o menor tempo possível. Apenas após o fim da trama bíblica, a Globo pôde respirar aliviada ao ver os números de A Regra do Jogo subirem.
No dia 16 de dezembro, a novela marcou novo recorde de audiência. Em São Paulo, chegou a 31 pontos de média e 34 no Rio de Janeiro. Na ocasião, foi revelado o mistério de quem da identidade do 'Pai' da facção. Em São Paulo bateu recorde novamente em 4 de janeiro, no capítulo A Última Ceia, quando bateu 31,9 pontos.
Nos capítulos "Recaída" e "O Tremor de Uma Suspeita", exibidos em 13 e 14 de janeiro, a trama das nove bateu novos recordes com 32,3 e 32,5 pontos no IBOPE da Grande São Paulo, respectivamente. Impulsionada pela estreia de Êta Mundo Bom!, em 18 de janeiro, A Regra do Jogo marcou 33,4 pontos, sua maior audiência até então. No capítulo intitulado "Abraço Partido", exibido em 28 de janeiro, a trama bateu seu recorde absoluto: 35 pontos em São Paulo e 40 pontos no Rio de Janeiro.
Com 37 pontos, a trama das 9 bate seu recorde em 22 de fevereiro, com o capítulo "Quem Risca o Fósforo?", repetindo o índice no dia seguinte, com o capítulo "Culpada". Seu recorde negativo ocorreu na noite de réveillon, com o capítulo "Lama no Pescoço", quando cravou apenas 17 pontos. No dia 3 de março, a trama consegue novo recorde, chegando a 39 pontos de audiência. Na ultima semana, no dia 8 de março, a novela alcançou 39,2 pontos, novo recorde.
Em seu penultimo capitulo, alcança novo recorde, com 39,7 pontos. Em 11 de março, seu último capitulo registrou 41 pontos com 43 pontos de pico. Superou as audiências do ultimo capitulo de Babilônia e Em Família.
A trama terminou com uma média de 29 pontos, um acréscimo de 4 pontos em relação à sua antecessora Babilônia que teve 25,4 pontos de média geral.

### Avaliação em retrospecto
Vera Magalhães, da Folha de S.Paulo, avaliou o primeiro capítulo positivamente: "No aspecto formal, o primeiro capítulo de A Regra do Jogo mostrou elementos que têm tudo para prender o telespectador, como um microcosmo [...] bem construído, gírias que têm tudo para pegar, um casal com química e uma trilha sonora sofisticada". A jornalista deu três estrelas para a trama, isto é, classificou-a como "ótima". Em texto para o Notícias da TV, Raphael Scire comparou a novela aos projetos anteriores de Carneiro, como Avenida Brasil e A Favorita, completando que "apesar de repetido, o enredo de Carneiro é cativante pela maneira como o autor narra sua história. Seus personagens oscilam o tempo todo na ambiguidade — a tal "outra face" que intitulou o primeiro capítulo — e mesmo assim não perdem o maniqueísmo, recurso primordial do gênero. Sem dúvida, o diferencial do autor está em saber brincar com essas nuances de personalidade como quem manipula peças de um jogo de xadrez". Escritora do Diário de Pernambuco, Fernanda Guerra notou que "a novela aposta em uma aproximação com a realidade, a partir de personagens ambíguos e fotografia mais próxima do gênero reality show", citando cenas como a "do assalto a um banco, estrelada por Alexandre Nero como o ex-vereador Romero Rômulo", que, segundo ela, "foi de tirar o fôlego". Lucas Rezende, do portal Heloisa Tolipan, adjetivou a trama de "eletrizante" e afirmou: "Lembrando ou não tramas antigas, a nova narrativa é um grande acerto, bem como seu elenco e o ritmo acelerado. Ainda há muita peça para sair desse jogo, mas o xeque mate não é difícil se ser previsto".

### Prêmios e indicações
| Ano  | Prêmio                    | Categoria                 | Indicação              | Resultado | Ref.            |
| ---- | ------------------------- | ------------------------- | ---------------------- | --------- | --------------- |
| 2015 | Prêmio Extra de Televisão | Melhor Novela             | João Emanuel Carneiro  | Indicado  | [ 139 ]         |
| 2015 | Prêmio Extra de Televisão | Melhor Atriz              | Giovanna Antonelli     | Indicado  | [ 139 ]         |
| 2015 | Prêmio Extra de Televisão | Melhor Atriz              | Vanessa Giácomo        | Indicado  | [ 139 ]         |
| 2015 | Prêmio Extra de Televisão | Melhor Ator               | Alexandre Nero         | Indicado  | [ 139 ]         |
| 2015 | Prêmio Extra de Televisão | Melhor Ator               | Cauã Reymond           | Indicado  | [ 139 ]         |
| 2015 | Prêmio Extra de Televisão | Melhor Ator               | Tony Ramos             | Indicado  | [ 139 ]         |
| 2015 | Prêmio Extra de Televisão | Melhor Atriz Coadjuvante  | Cássia Kis Magro       | Indicado  | [ 139 ]         |
| 2015 | Prêmio Extra de Televisão | Melhor Ator Coadjuvante   | Eduardo Moscovis       | Indicado  | [ 139 ]         |
| 2015 | Prêmio Extra de Televisão | Melhor Ator Coadjuvante   | Tonico Pereira         | Indicado  | [ 139 ]         |
| 2015 | Prêmio Extra de Televisão | Melhor Tema Musical       | "Juizo Final", Alcione | Indicado  | [ 139 ]         |
| 2015 | Prêmio Extra de Televisão | Melhor Revelação Feminina | Letícia Lima           | Indicado  | [ 139 ]         |
| 2015 | Prêmio Extra de Televisão | Melhor Revelação Feminina | Carla Cristina Cardoso | Indicado  | [ 139 ]         |
| 2015 | Troféu APCA               | Melhor Ator               | Alexandre Nero         | Venceu    | [ 140 ]         |
| 2015 | Troféu APCA               | Melhor Ator               | Tony Ramos             | Indicado  | [ 140 ]         |
| 2015 | Melhores do Ano           | Melhor Ator de Novela     | Alexandre Nero         | Venceu    | [ 141 ] [ 142 ] |
| 2015 | Melhores do Ano           | Melhor Atriz de Novela    | Giovanna Antonelli     | Venceu    | [ 141 ] [ 142 ] |
| 2015 | Melhores do Ano           | Melhor Ator Coadjuvante   | Juliano Cazarré        | Indicado  | [ 141 ] [ 142 ] |
| 2015 | Melhores do Ano           | Melhor Ator Coadjuvante   | Tonico Pereira         | Indicado  | [ 141 ] [ 142 ] |
| 2015 | Melhores do Ano           | Melhor Atriz Coadjuvante  | Bruna Linzmeyer        | Indicado  | [ 141 ] [ 142 ] |
| 2015 | Melhores do Ano           | Melhor Atriz Coadjuvante  | Cássia Kis             | Indicado  | [ 141 ] [ 142 ] |
| 2015 | Prêmio Quem de Televisão  | Melhor Ator               | Alexandre Nero         | Venceu    | [ 143 ] [ 144 ] |
| 2015 | Prêmio Quem de Televisão  | Melhor Ator               | Cauã Reymond           | Indicado  | [ 143 ] [ 144 ] |
| 2015 | Prêmio Quem de Televisão  | Melhor Ator               | Tonico Pereira         | Indicado  | [ 143 ] [ 144 ] |
| 2015 | Prêmio Quem de Televisão  | Melhor Ator               | Tony Ramos             | Indicado  | [ 143 ] [ 144 ] |
| 2015 | Prêmio Quem de Televisão  | Melhor Atriz              | Cássia Kis Magro       | Indicado  | [ 145 ]         |
| 2015 | Prêmio Quem de Televisão  | Melhor Atriz              | Giovanna Antonelli     | Venceu    | [ 145 ]         |
| 2015 | Prêmio Quem de Televisão  | Melhor Atriz              | Susana Vieira          | Indicado  | [ 145 ]         |
| 2015 | Prêmio Quem de Televisão  | Revelação da TV           | Carla Cristina Cardoso | Indicado  | [ 146 ]         |
| 2015 | Prêmio Quem de Televisão  | Revelação da TV           | Júlia Rabello          | Indicado  | [ 146 ]         |
| 2015 | Prêmio Quem de Televisão  | Revelação da TV           | Letícia Lima           | Indicado  | [ 146 ]         |
| 2015 | Prêmio Quem de Televisão  | Revelação da TV           | Karine Teles           | Indicado  | [ 146 ]         |
| 2016 | Troféu Imprensa           | Melhor Atriz              | Giovana Antonelli      | Indicado  | [ 147 ]         |
| 2016 | Troféu Imprensa           | Melhor Ator               | Alexandre Nero         | Indicado  | [ 147 ]         |
| 2016 | Troféu Internet           | Melhor Novela             | João Emanuel Carneiro  | Indicado  | [ 147 ]         |
| 2016 | Troféu Internet           | Melhor Ator               | Alexandre Nero         | Venceu    | [ 147 ]         |
| 2016 | Troféu Internet           | Melhor Ator               | Cauã Reymond           | Indicado  | [ 147 ]         |
| 2016 | Troféu Internet           | Melhor Ator               | Tony Ramos             | Indicado  | [ 147 ]         |
| 2016 | Troféu Internet           | Melhor Atriz              | Giovanna Antonelli     | Indicado  | [ 147 ]         |
| 2016 | Emmy Internacional        | Melhor Novela             | João Emanuel Carneiro  | Indicado  | [ 148 ] [ 149 ] |
| 2016 | Emmy Internacional        | Melhor Ator               | Alexandre Nero         | Indicado  | [ 148 ] [ 149 ] |

## Exibição
O segundo capítulo da trama foi atrasado em torno de 30 minutos para não concorrer com a telenovela Os Dez Mandamentos, da RecordTV, que havia atrapalhado a estreia de A Regra do Jogo e tirado o primeiro lugar de Babilônia anteriormente. Devido a instabilidade na audiência, novela foi encerrada um mês antes do previsto e sua sucessora, Velho Chico, teve que ser antecipada as pressas.

## Música

### Nacional
Capa: Alexandre Nero
| N.º            | Título                                | Música                 | Personagem               | Duração |  |
| 1.             | "Juízo Final"                         | Alcione                | Abertura                 | 2:13    |  |
| 2.             | "Ser Humano"                          | Zeca Pagodinho         | Feliciano                | 3:21    |  |
| 3.             | "O Amor Mandou Dizer"                 | Xande de Pilares       | Locação: Morro da Macaca | 3:42    |  |
| 4.             | "Quando o Morcego Doar Sangue"        | Péricles               | Locação: Morro da Macaca | 2:58    |  |
| 5.             | "Eu Te Amo, Te Amo, Te Amo (ao vivo)" | Roberto Carlos         | Atena e Romero           | 4:15    |  |
| 6.             | "Coração Selvagem"                    | Ana Carolina           | Romero e Tóia            | 4:16    |  |
| 7.             | "Dia Clarear"                         | Banda do Mar           | Luana e Cesário          | 3:41    |  |
| 8.             | "Para Um Amor no Recife"              | Paulinho da Viola      |                          | 2:56    |  |
| 9.             | "Papel de Bobão"                      | Mosquito               | Rui e Tina               | 3:00    |  |
| 10.            | "Safadim"                             | Aviões do Forró        | Oziel                    | 3:22    |  |
| 11.            | "Casado Também Namora"                | Frank Aguiar           | Vavá                     | 2:25    |  |
| 12.            | "A Dona do Barraco"                   | Calcinha Preta         | Adisabeba                | 2:28    |  |
| 13.            | "De Ladin"                            | Dream Team do Passinho | Geral                    | 2:33    |  |
| 14.            | "Só no Charminho"                     | Gang do Eletro         | Alisson, Merlô e Ninfa   | 4:01    |  |
| 15.            | "Nuvem de Lágrimas"                   | Fafá de Belém          | Adisabeba e Zé Maria     | 4:10    |  |
| 16.            | "Tô na Vida"                          | Ana Cañas              |                          | 4:11    |  |
| 17.            | "Danse Macabre"                       | Scalene                | Romero                   | 3:11    |  |
| Duração total: | Duração total:                        | Duração total:         | Duração total:           | 56:55   |  |

### Internacional
Capa: Giovanna Antonelli
| N.º            | Título                    | Música                                           | Personagem                      | Duração |  |
| 1.             | "Always Alright"          | Alabama Shakes                                   | Atena                           | 4:03    |  |
| 2.             | "Don't Wait"              | Mapei                                            | Juliano e Maria Vitória (Tóia)  | 3:35    |  |
| 3.             | "Like I Can"              | Sam Smith                                        | Nora e Régis                    | 2:47    |  |
| 4.             | "Photograph"              | Ed Sheeran                                       | Atena e Romero                  | 4:19    |  |
| 5.             | "Be My Sin"               | Kathryn Dean                                     | Belisa                          | 3:25    |  |
| 6.             | "Renegades"               | X-Ambassadors                                    | Tema Geral                      | 3:15    |  |
| 7.             | "River Full Of Liquor"    | Leon Else                                        | Tema Geral                      | 4:57    |  |
| 8.             | "Chandelier"              | Sia                                              | Belisa e Juliano                | 3:36    |  |
| 9.             | "Trouble"                 | Elvis Presley                                    | Romero                          | 2:15    |  |
| 10.            | "Come Fly With Me"        | Michael Bublé                                    | Feliciano                       | 3:18    |  |
| 11.            | "Firestone"               | Kygo Feat.: Conrad Sewell                        | Ana Elisa (Nelita) e Orlando    | 4:31    |  |
| 12.            | "Handcuffs"               | Prince Royce                                     | Tema Geral                      | 3:41    |  |
| 13.            | "Powerful"                | Major Lazer Feat.: Ellie Goulding e Tarrus Riley | Cesário e Luana                 | 3:26    |  |
| 14.            | "Forgiveness (El Perdón)" | Nicky Jam Feat.: Enrique Iglesias                | Tema Geral                      | 3:26    |  |
| 15.            | "Want To Want Me"         | Jason Derulo                                     | Tema Geral                      | 3:27    |  |
| 16.            | "Come Together"           | Echosmith                                        | Tema de Locação: Rio de Janeiro | 4:40    |  |
| Duração total: | Duração total:            | Duração total:                                   | Duração total:                  | 58:50   |  |

### Volume 3
Capa: Cauã Reymond e Vanessa Giácomo
| N.º            | Título                | Música                                 | Personagem                         | Duração |  |
| 1.             | "Vou Voltar Pro Rolé" | Thiaguinho                             | Tema Geral                         | 2:25    |  |
| 2.             | "Tá Me Dando Mole"    | Sorriso Maroto                         | Tema Romântico Geral               | 3:04    |  |
| 3.             | "Pente e Rala"        | Turma do Pagode                        | Tema Geral                         | 2:44    |  |
| 4.             | "Fulminante"          | Mumuzinho                              | Tema Geral                         | 3:24    |  |
| 5.             | "Livre, Leve e Solta" | Hellen Caroline                        | Tema Geral                         | 3:17    |  |
| 6.             | "Aquele 1%"           | Marcos & Belutti Part.: Wesley Safadão | Tema Geral                         | 2:56    |  |
| 7.             | "Miss Favela"         | Gabriel Moura Part.: Seu Jorge         | Tema Geral                         | 3:04    |  |
| 8.             | "Worth It"            | Fifth Harmony Feat.: Kid Ink           | Tema Geral                         | 3:44    |  |
| 9.             | "Diggin' On You"      | Elekfantz                              | Tema Geral                         | 6:07    |  |
| 10.            | "Wanna Be"            | Mister Jam Feat.: Wanessa              | Tema Geral                         | 3:50    |  |
| 11.            | "Selfie Colado"       | Karol Ka                               | Tema Geral                         | 3:04    |  |
| 12.            | "Moleque Transante"   | Dannie & Mc Sabará                     |                                    | 2:58    |  |
| 13.            | "Pegação"             | Dienis                                 | Tema de Locação: Caverna da Macaca | 3:13    |  |
| 14.            | "Sou Dessas"          | Valesca Popozuda                       | Tema Geral                         | 3:19    |  |
| 15.            | "Suave"               | Mc Merlô                               | Merlô                              | 2:52    |  |
| Duração total: | Duração total:        | Duração total:                         | Duração total:                     | 50:07   |  |

Músicas do MC Merlô
- Pegada do Merlô
- Dominatrix (Com: Andressa Turbinada)
- Pole Dance
- Pra Te Provocar (Com: Andressa Turbinada)
- Vira o Jogo
- As Mandadas (MC Nenemzinho)

Músicas não incluídas na trilha sonora oficial
- "O Que Se Quer", Marisa Monte com participação de Rodrigo Amarante (tema de Dante e Lara)
- "Nossa Canção", Vanessa da Mata (tema de César e Domingas)
- "Preta, Pretinha", Novos Baianos (tema de Tóia e Juliano)